# David Robb
David Robb (Londres, 23 de agosto de 1947) es un actor británico.
Robb ha protagonizado varias películas británicas y espectáculos televisivos, incluyendo películas como Jóvenes del Swing y Hellbound. Es conocido por su papel de Germanicus en la famosa producción de 1976 de la BBC, Yo, Claudio y como Robin Grant, uno de los actores principales en la serie de televisión de Thames de 1981 Los Árboles en la llama de Thikaa. También ha actuado como actor de voz para varios videojuegos de La Guerra de las Galaxias y tuvo un personaje recurrente en la serie de fantasía Highlander. Ha trabajado extensamente en programas de radio de la BBC, en obras que incluyen Arriba del Camino de Jardín como Charles junto a Imelda Staunton; como el Capitán Jack Aubrey en las adaptaciones para BBC Radio 4 de las noverlas de Patrick O'Brian "Aubrey-Maturin" y como Richard Hannay en varias adaptaciones de la novela de John Buchan, incluyendo a Mr Standfast en 2007. Actuó y dio vida al personaje del Dr. Clarkson en la serie televisiva de ITV Downton Abbey.
Robb nació en Londres, fue criado en Edimburgo y educado en el Royal High School. Desde el 2004, él y su mujer, la también actriz y activista Briony McRoberts, corrieron cada año en el Maratón de Edimburgo para recaudar dinero para la investigación contra la leucemia. McRoberts se suicidó el 17 de julio de 2013 a la edad de 56 años, después de luchar contra la anorexia durante años.

## Teatro
Robb actuó en dos obras de Richard Norton-Taylor: The Colour of Justice (la dramática versión de la investigación del Sir William Macpherson del asesinato de Stephen Lawrence, donde su familia busca justicia dentro del racismo endémico en las fuerzas de policía británica), y Half the Picture (una síntesis de la investigación de Scott por las Armas-a-Iraq. Fue el primer actor en haber actuado en el Palacio de Westminster); ambos estuvieron dirigidos por Nicolas Kent y actuado en el Teatro de Triciclo. Las producciones estuvieron retransmitidas por la BBC.

## Filmografía parcial
- Wolf Hall (2015)
- Downton Abbey (2010)
- The Young Victoria  (2009)
- From Time to Time (2009)
- Treasure Island (1999)
- Regeneración (1997)
- La Casa de Angelo (1997)
- La Carretera de Cuervo (serie de televisión)  (1996)
- Hellbound (1995)
- Rebeldes del swing (1993)
- Arriba del Camino de Jardín (1990)
- Los Últimos Días de Pompeya (1984, película de televisión)
- Ivanhoe (1982, película televisiva)
- Hamlet (BBC) (1980)
- Los sueños Perdieron los sueños Encontrados (1987)
- El Sandbaggers (televisión de Yorkshire) (1980)
- La Leyenda del Rey Arturo (1979)
- Las cuatro plumas (1978)
- Yo, Claudio (1976)
- Conduct Unbecoming (1975)
- The Swordsman (1974)